# Île Vierge
Die Île Vierge (bretonisch Enez-Werc'h – deutsch Jungfraueninsel) ist eine etwa 6 Hektar große Insel beim Dorf Lilia, in Plouguerneau im Département Finistère vor der Nordküste der Bretagne in Frankreich. Hier befindet sich der Phare de l’Île Vierge, der höchste steinerne Leuchtturm Europas. Benachbart sind die Île Valan und die Île Vénan.
Die International Hydrographic Organization hat festgelegt, dass die Insel die südwestliche Grenze des Ärmelkanals markiert.
Um 1450 errichteten die Franziskaner eine Abtei auf der Insel. Der Name „Île Vierge“ stammt wahrscheinlich von einer der Jungfrau Maria gewidmeten Kapelle. 1507 zogen die Mönche nach Aber Wrac’h auf dem Festland. 1844 kaufte der französische Staat die Insel.
Der erste, zwischen 1842 und 1845 errichtete quadratische Leuchtturm ist 33 Meter hoch. Er blieb in Gebrauch, bis der in den Jahren 1896 bis 1902 gebaute zweite Leuchtturm in Betrieb war.
Die Insel ist von April bis September, der Leuchtturm nach Vereinbarung für die Öffentlichkeit zugänglich.
In Plouguerneau stehen der Menhir  von Goarivan und der Menhir von Menozac’h.